# Ignacy Romanowski
Ignacy Gustaw Romanowski, także Gustaw Romanowski (ur. 1 lutego 1940 w Wilnie) – dziennikarz, publicysta, redaktor naczelny „Głosu Porannego” (1990–1992) i „Kroniki Miasta Łodzi” (2003–2018).

## Życiorys
Romanowski w okresie PRLu pracował jako dziennikarz w „Głosie Robotniczym”, gdzie pełnił funkcję zastępcy kierownika działu kultury. W 1982 został zwolniony z czasopisma oraz wydalony z Polskiej Zjednoczonej Partii Robotniczej, za podważanie partii i jej roli w pracy dziennikarskiej. W konsekwencji również w latach 1983–1986 otrzymał zakaz wyjazdów do krajów kapitalistycznych i Jugosławii. Od ogłoszenia stanu wojennego w Polsce do stycznia 1982 redagował czasopismo „Łódzka Grupa Informacyjna”.  Działał także w „Solidarności”, publikował w „Solidarności Ziemi Łódzkiej” i „Głosie Łodzi”, który kolportował.
Od 1982 tworzył raporty dla Komitetu Helsińskiego oraz jako prawnik charytatywnie pomagał represjonowanym pisać pozwy i pisma procesowe do sądów. W latach 1986–1988 był redaktorem miesięcznika „Droga”. W latach 1990–1992 był redaktorem naczelnym „Głosu Porannego”. W latach 2003–2018 był redaktorem naczelnym „Kroniki Miasta Łodzi”. Redakcja, którą kierował w 2012 za całokształt dotychczasowych osiągnięć otrzymała nagrodę „Superekslibris” oraz „Citta Nostrá” za konsekwentne realizowanie idei czasopisma miejskiego przyznawaną przez Fundacje Regionów Europejskich we Włoszech. Romanowski należy do Stowarzyszenia Dziennikarzy Polskich, Międzynarodowego Stowarzyszenia Krytyków Sztuki, Stowarzyszenia Historyków Sztuki oraz jest członkiem i założycielem Klubu Inteligencji Katolickiej w Łodzi.

## Nagrody
- Nagroda Miasta Łodzi (2013)[6]